# Koninkrijk Deira

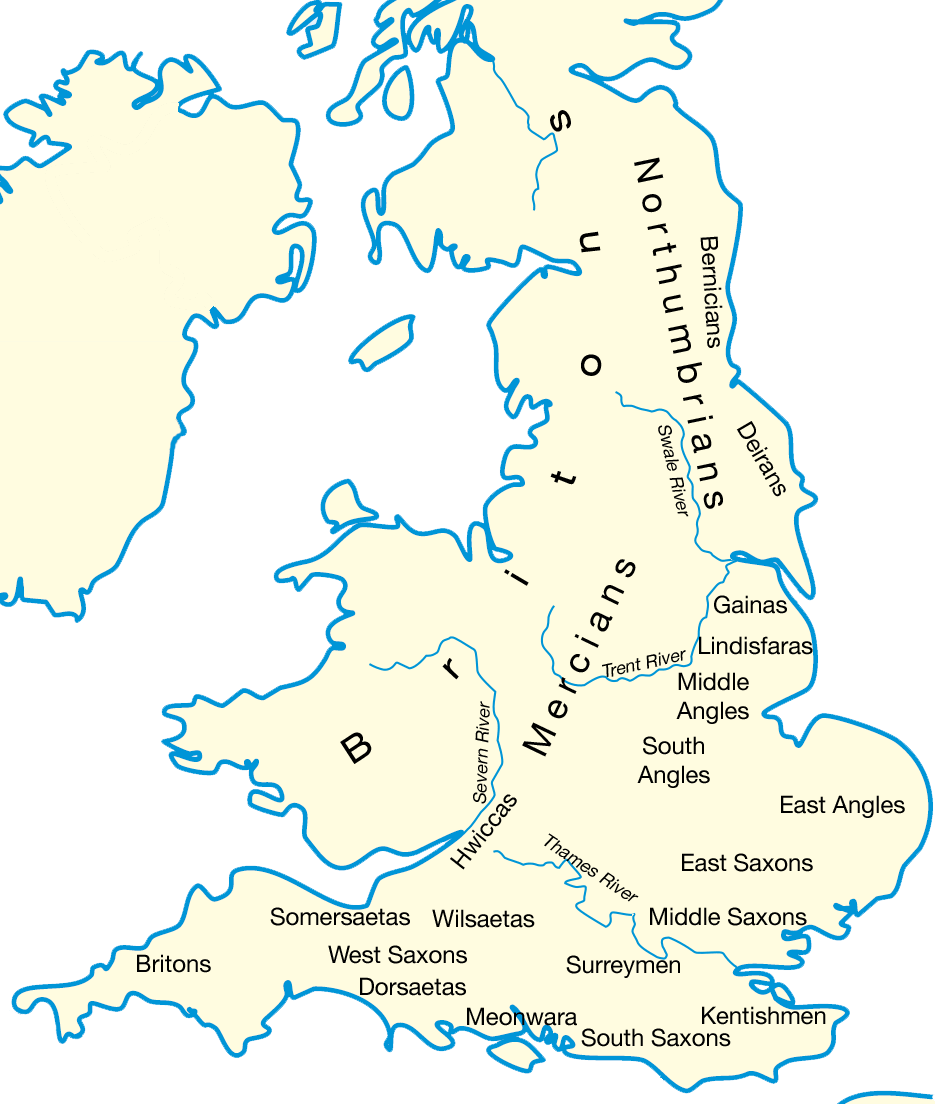
Kaart uit ca. 600 van de toenmalige Engelse koninkrijken waaronder Deira (rechtsboven), Bernícia en Northumbria.

Het koninkrijk Deira was tijdens de 6e eeuw na Christus een voornamelijk in Yorkshire gelegen koninkrijk. Het strekte zich uit van de Humber naar de Tees, en van de zee tot de westelijke rand van de vallei van York. Deira werd in 604 door Aethelfrith van Northumbria samengevoegd met het noordelijker gelegen Koninkrijk Bernicia tot het Koninkrijk Northumbria. 
De naam van het koninkrijk is afkomstig uit het Brythonisch, misschien van Deifr, dat "wateren" betekent, of van Daru, dat "eik" betekent, in welk geval het "de mensen uit de vallei van de rivier de Derwent" zou betekenen, een afleiding die ook wordt gevonden in de Latijns naam voor Malton, Derventio.
Volgens Simeon van Durham strekte Deira zich uit van de Humber tot de Tyne, maar lag het land ten noorden van de rivier de Tees braak. Nadat het Koninkrijk heroverd werd door Edwin, werd York (Ebrauc), het vroegere Eboracum de hoofdstad van Deira. Daarvoor was de hoofdstad in of nabij Pocklington. 
De eerste Angelse koning die in de geschiedenis sporen heeft achtergelaten is Ælla, tweede helft 6e eeuw. Hij werd opgevolgd door Æthelric in 588. Koning Æthelfrith van Bernicia veroverde het land in 604 en verenigde de twee koninkrijken in Northumbria. Æthelfrith regeerde totdat hij werd verslagen door Ælla's zoon Edwin in 616 of 617, die beide koninkrijken vervolgens tot 633 regeerde. 
Osric, de neef van Edwin, bestuurde Deira na Edwin, maar zijn zoon Oswine werd in 651 ter dood gebracht door Oswiu. Daarna werd Deira enige jaren geregeerd door Æthelwald, de zoon van Oswald van Northumbria.
De eerbiedwaardige Beda schreef over Deira in zijn Historia Ecclesiastica.